# David Hume
|  | Aquest article tracta sobre el filòsof. Si cerqueu el llenguatge de programació, vegeu «Hume (llenguatge de programació)». |

David Hume va ser un important filòsof escocès del segle xviii (Edimburg, 7 de maig (26 d'abril segons el calendari antic) del 1711 - 25 d'agost del 1776).
Se'l considera l'últim dels grans empiristes britànics, precedit per Francis Bacon, John Locke i George Berkeley. Estudià dret –sense titular-se– per pressió paterna, però exercí molt poc temps aquesta professió perquè estimava més la literatura i la filosofia. Breument es va instal·lar com a home de negocis a Bristol. El 1734, amb vint-i-tres anys se'n va anar a França, on va escriure la seva obra més important, A Treatise of Human Nature («Tractat de la naturalesa humana»), que no va tenir el succés que n'havia esperat. Tot el contrari va succeir amb el segon dels seus escrits, Assaigs morals i polítics. L'èxit d'aquesta obra el portà a reelaborar el Tractat, fent una exposició més senzilla en dos llibres: Investigació sobre l'enteniment humà i Investigació sobre els principis morals.
El 1752 va succeir Thomas Ruddiman com a bibliotecari de la Facultat dels Advocats a Edimburg. Era responsable de la compra de llibres, però no sempre va rebre l'aval dels curators va haver de retreure tres llibres per ser « indecents i indignes d'un lloc en una biblioteca culta». Aquesta biblioteca va ser l'embrió de la Biblioteca Nacional d'Escòcia fundada el 1925. L'any 1763 tornà a França i es relacionà amb Rousseau i els enciclopedistes. L'any 1769, tornà a Edimburg, on restà fins a la mort.
Per a Hume, la filosofia no sap res amb certesa, de manera definitiva, perquè no s'ha ocupat adequadament de l'estudi d'aquella ciència de la qual totes les altres depenen: la «ciència de l'ésser humà». Per això, diu que cal investigar la naturalesa de l'enteniment humà per determinar l'origen, les estructures, les lleis i els límits del coneixement. Hume és un precursor de Kant en algunes de les seves conclusions, encara que Kant mai no va adoptar les tesis de Hume pròximes a l'escepticisme pirrònic grec.

## Epistemologia

### Idees bàsiques
Hume pretén, en la seva obra filosòfica, respondre a preguntes fonamentals sobre l'ésser humà i el coneixement. Per això, accepta postulats epistemològiques:
- Tot coneixement prové de l'experiència. Un contingut que no tingui un correlat en l'experiència és il·legítim.[8]
- Tota realitat ha de tenir una impressió associada per les sens.[9]
- Tot coneixement és una combinació d'idees que s'allotgen en la ment i que són causades per impressions. Refusa la idea d'idees innates.[10]
- El coneixement consisteix a establir veritats establertes pels sentits. Aquestes veritats no són absolutes, però probables i poden canviar, per l'experiència.[11]

### Origen de les percepcions
Per a Hume, tots els nostres continguts mentals són percepcions que provenen de l'experiència, ja que no hi ha cap idea ni representació mental que sigui innata. Hume, seguint Berkeley, no vol donar per fet que les nostres percepcions siguin representacions del món. Per aquest motiu, les classifica, segons el grau de vivacitat, en dos tipus: impressions i idees. Les impressions són sensacions immediates de l'experiència: imatges, passions i emocions, i les idees són imatges o còpies difuses de les impressions. Són producte de la imaginació i la memòria, que no aconsegueixen imitar el grau d'intensitat dels originals. Una cosa és la sensació d'un fred intens (impressió) i una altra de ben diferent és el record d'aquell fred intens (idea). Les percepcions també es poden classificar segons la procedència en percepcions de sensació, que són les que provenen dels sentits externs (Per exemple, ho serien la visió del color verd o l'olor de sucre cremat), i percepcions de reflexió, que són estats exclusivament mentals, com l'avorriment d'esperar un esdeveniment que tarda o la satisfacció d'aprendre.
Distingeix dues menes de percepcions: simples i complexes. Percepcions simples no es poden dividir en unes altres de més petites (Per exemple, un cel blau) i complexes, que es poden dividir en percepcions més simples (Per exemple, la percepció d'una rosa vermella es descompon en unes altres de més simples: l'olor, el color, el tacte…). Hume diu que les percepcions de sensació apareixen en nosaltres per causes desconegudes i que les percepcions de reflexió deriven de les nostres idees. Totes les nostres idees simples quan apareixen per primera vegada, deriven d'impressions simples, però no totes les idees complexes  deriven d'impressions complexes, perquè podem tenir idees de coses de les quals no hem tingut cap impressió directa. Però, atès que totes les idees complexes es poden descompondre en idees simples, es pot afirmar que no es pot pensar res que abans no s'hagi donat en l'experiència. En altres paraules, les impressions, en paraules de Hume, són més vívides que les idees i, quan ens refereixim a l'ordre temporal, precedeixen sempre a les idees. Lllavors, això equival a rebutjar, en primer lloc, l'innatisme (Plató, Descartes…) i, en segon lloc, l'acceptació de qualsevol substància (Déu, jo, conceptes metafísics…) que no tenen equivalent en el món físic dels sentits (crítica a la metafísica).

### L'associació d'idees
El pensament humà es resol en la capacitat de transformar les impressions en idees, de fer-les reaparèixer en la ment i, sobretot, de relacionar-les. La memòria s'ocupa de la primera funció i la imaginació de la segona. L'associació d'idees depèn de la imaginació, que no realitza aquesta tasca totalment a l'atzar, sinó seguint uns principis, que Hume descriu com «una força suau» que actua sobre una idea acostant-la de manera natural a una altra amb qualitats semblants.
Les qualitats associatives són: semblança, contigüitat en l'espai o en el temps i causa-efecte.
D'aquestes qualitats associatives, se'n deriven les idees complexes, que classifica en: idees de substància, Idees de mode i Idees de relacions. Aquestes últimes són les que es formen quan l'enteniment humà analitza i compara idees i estableix judicis que van més enllà de la percepció immediata en estructurar el coneixement.

### Les operacions de l'enteniment
Raonar consisteix a descobrir relacions, que poden ser entre fets o entre idees.
- Les relacions d'idees constitueixen l'àmbit de la certesa demostrativa, perquè les seves proposicions poden ser deduïdes a priori i són sempre necessàries: la seva veritat deriva del fet que el seu contrari constitueix contradicció, però no ens informa de res real.
- Les qüestions de fet es fonamenten en la relació causa-efecte i són contingents, perquè no hi ha necessitat que els fets siguin com són ni que es relacionin d'aquesta manera o de l'altra. Ens informen d'alguna cosa real i la seva veritat es fonamenta en l'experiència, és a dir, són a posteriori.

De la mateixa manera, hi ha dues maneres d'obtenir coneixement. Per deducció (aplicar regles a premisses per obtenir-ne una conclusió). La deducció és el propi de les ciències matemàtiques, en què els seus enunciats són necessaris. Per inducció: obtenir conclusions a partir de generalitzacions; observar casos i després generalitzar. La inducció és pròpia dels enunciats de les ciències empíriques.

### La relació causal és un costum
La major part els nostres raonaments són sobre qüestions de fet i es fonamenten en la relació causal (causa-efecte). Així, quan observem que, a un cert fet, li'n segueix regularment un altre, n'inferim que entre el fet-causa i el fet-efecte hi ha una connexió i a més, que és necessària, de tal manera que esperem que sempre serà així.

Però, com podem justificar la necessitat d'aquesta inferència? 
No ho podem justificar per l'experiència, perquè és evident que tenim experiència del passat, però no en tenim del futur.
- No ho podem justificar per la raó, ja que, en aquest cas, no en podríem dubtar mai sobre el resultat. És evident que ho podem fer, per molt que no ens ho creguem. Això és contrari al seu antidogmatisme i concepte provisional de la ciència que no té veritats definitives.
- No ho podem justificar per una relació d'idees, perquè la negació d'una relació causal no comporta cap contradicció.

Només queda admetre que la guia el costum de relacionar les impressions en el mateix ordre que s'han presentat repetidament en el passat.
La causalitat, doncs, no és cap principi racional, sinó una creença, fonamentada en aquest costum de la imaginació, que «cap persona assenyada no pot deixar d'emprar», perquè amb aquest expliquem el món que ens envolta i com ens relacionem. No n'hi ha cap connexió, sinó només contigüitat espacial, successió temporal i conjunció constant. Així doncs, la seva crítica al concepte tradicional de causalitat es resum amb la cèlebre frase filosòfica «Tota adscripció de causalitat és una qüestió de fet». La ciència pot postular un grau de probabilitat després d'experiències del passat, però cap relació absoluta.

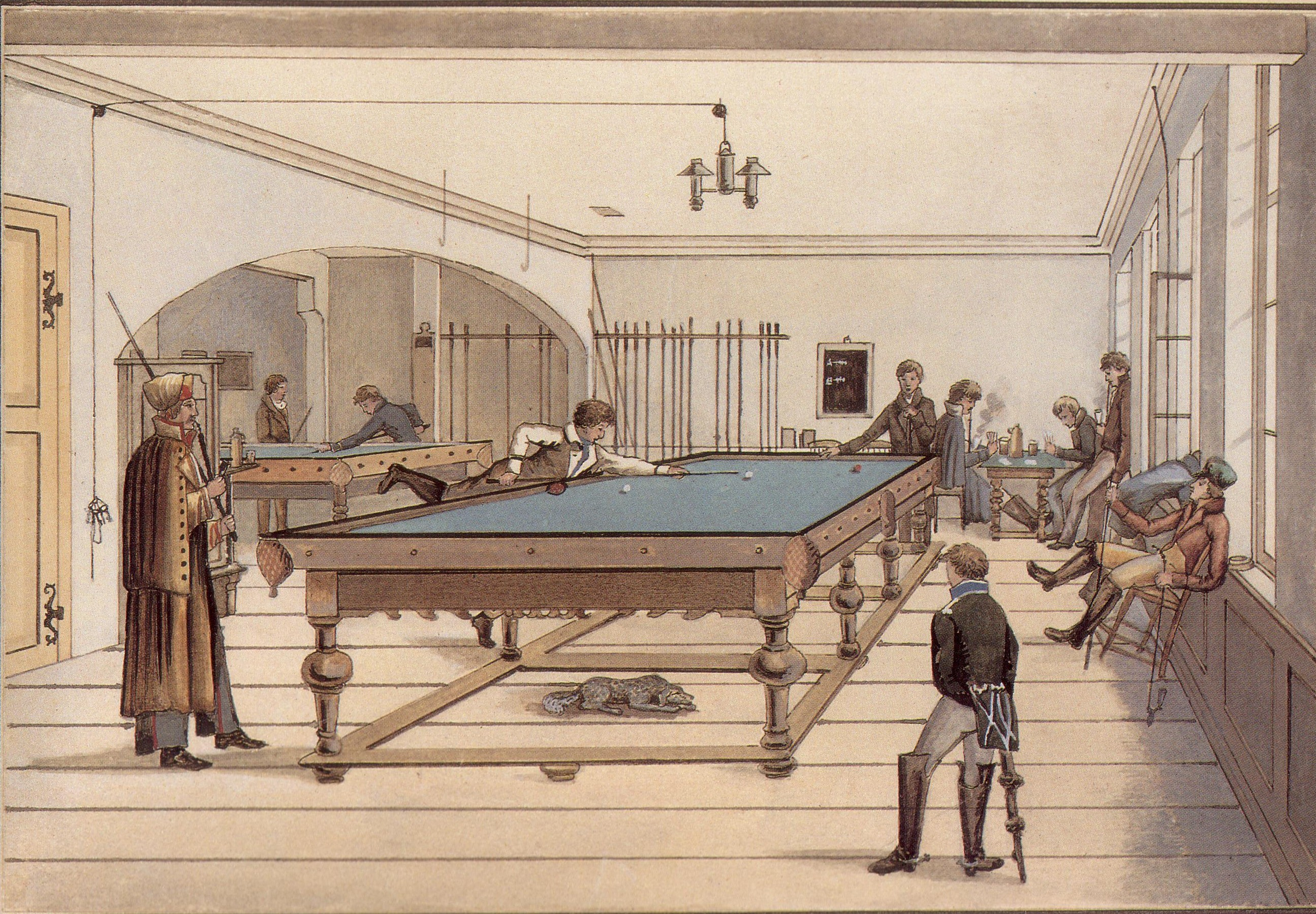
El billar

Hume posa en la seva obra l'exemple de les boles de billar com a mostra per a il·lustrar la seva teoria. Si es tira una bola de billar «A» contra una bola de billar «B» que està en repòs, què ocorre llavors amb la bola «B»? La resposta més il·lusòria i corrent és dir que la bola «B» es mourà, que el cop de la bola «A» és la causa que la bola «B» es posi en moviment. Això no és correcte, perquè no hi observem cap unió/connexió, només percebem que la bola «A» es comença a moure, toca la «B» i la «B» es comença a moure. La causa no és observada, només hi actua el nostre hàbit.
Hume demostra que l'ésser humà és irracional, ja que la creença o suposició no està justificada, i és producte del fet que l'ésser humà és instintiu i es deixa guiar amb lògica pel principi de regularitat de la natura i per l'hàbit.

### De la crítica de la metafísica a l'escepticisme
Hume troba, a banda de «causa», altres conceptes i objectes d'estudi de la metafísica sospitosos de ser conceptes erronis que no tenen cap impressió associada i, per tant, un significat vàlid. Per exemple:
- «Món», «realitat física». La idea de món prové de l'experiència, perquè es deriva de la impressió particular; que és una inferència de la raó, perquè ens és possible inferir l'existència de tot el que no sigui una percepció. Només la presència continuada en la ment d'un conjunt d'impressions distintes, a les quals la nostra imaginació confereix constància i coherència, permet explicar la creença en l'existència contínua del món.[18]

- «Jo». Del jo, tampoc en tenim cap impressió concreta, sinó que es deriva del flux continu de les nostres impressions, que la imaginació associa generant la creença en la identitat personal. No existeix l'ànima: el suposat recipient on s'emmagatzemen els continguts mentals no existeix, és il·lusori, metafísic i només hi existeixen els continguts.[18]

- «Déu». Del món, només podem dir com el sentim i com el vivim i el jo queda com l'estructura organitzada de la percepció que viu, sent, pensa i que no necessita Déu (de qui tampoc en tenim experiència) per justificar la seva experiència. En la seva anàlisi de la creença, Hume troba que la idea és la mateixa amb la creença o sense, i aquest és l'error dels defensors de l'argument ontològic (que defensa l'existència de Déu com un ésser que, per necessitat i harmonia, ha d'existir).[18]

- Relació ànima/cos. Hume accepta o cau, segons es mire, en el determinisme, en la negació del lliure albir, perquè, segons argumenta, en la natura no hi ha indiferència o voluntat, sinó necessitat; és a dir, els nostres actes no tenen causa, són conseqüència de l'atzar o de la «llibertat».[a] D'aquesta manera, amb la seva aparent demostració que el jo i el món són ficcions de la imaginació, Hume vol dissoldre els postulats de la metafísica i adopta un escepticisme moderat.[18]

## Ètica: la moral es fonamenta en el sentiment
Hume fa notar que no és possible demostrar racionalment que una cosa és bona o dolenta, ja que les qüestions morals no corresponen a l'enteniment, perquè aquest només pot realitzar dues operacions: relacionar fets o idees.
Si les qüestions morals es poguessin tractar com a relacions d'idees, arribaríem a conclusions absurdes, com per exemple, qualificar el comportament de qualsevol ésser (racional o irracional) de bo o de dolent, encara que tingui finalitats molt diferents. És a dir, fins i tot un ordinador podria avaluar si estem fent coses bones o dolentes en funció de X paràmetres.
Si les tractéssim com a qüestions de fet, resulta que no existeix res que s'anomeni bo o dolent, perquè la qualitat de bo (o de dolent) no és quelcom pertanyent a les coses, sinó que nosaltres atribuïm aquestes qualitats segons el que sentim quan estem en contacte amb tals coses.
En resum, la bondat o la maldat només la descobrim quan en el nostre interior trobem un sentiment d'aprovació o de reprovació d'una acció; per tant, les qüestions morals no depenen de l'enteniment sinó del sentiment, d'aquí la proposta d'una moral basada en les emocions. Aquesta postura filosòfica és coneguda com a emotivisme moral.
El sentiment moral és un sentiment d'aprovació vers les accions. Els factors que determinen l'aprovació d'una acció i la reproducció d'una altra són, d'una banda, el plaer, que regula el funcionament de les passions, i de l'altra la utilitat, no sols per l'interès propi, sinó també com a utilitat per als altres.

## Obra
- 1734. A Kind of History of My Life. (‘Una mena d'història de la meva vida’)
- 1739–1740. A Treatise of Human Nature: Being an Attempt to introduce the experimental Method of Reasoning into Moral Subjects. (‘Un tractat sobre la naturalesa humana: Un intent d'introduir el mètode experimental de la reflexió en subjectes morals')
- 1740. An Abstract of a Book lately Published: Entitled A Treatise of Human Nature etc. (‘Un resum d'un llibre recentment publicat, titulat Un tractat sobre la naturalesa humana’) Publicat anònimament, però molt probablement escrit per Hume en un intent de popularitzar el seu Tractat.
- 1741. Essays, Moral, Political, and Literary (2a ed.) (‘Assajos morals, polítics i literaris') Un recull de peces escrites i publicades al llarg de diversos anys, la majoria de les quals reunides en 1753-54. Bona part d'aquests assaigs tracten sobre política i economia; d'altres temes que apareixen inclouen el judici estètic, l'amor, el matrimoni i la poligàmia, i la demografia de l'Antiga Grècia i l'Antiga Roma.
- 1745. A Letter from a Gentleman to His Friend in Edinburgh: Containing Some Observations on a Specimen of the Principles concerning Religion and Morality, said to be maintain'd in a Book lately publish'd, intituled A Treatise of Human Nature etc. (‘Un carta de part d'un gentilhome al seu amig d'Edinburg: algunes observacions sobre una mostra dels principis que concerneixen la religió i la moral, que es diu que ho afirma un llibre recentment publicat, titulat Un tractat sobre la naturalesa humana…’) Conté una carta escrita per Hume per defensar-se contra certes acusacions d'ateïsme i escepticisme mentre esperava un càrrec a la Universitat d'Edimburg.
- 1742. «Of Essay Writing.» (‘Sobre la redacció d'assaigs')
- 1748. Investigació sobre l'enteniment humà, traducció al català d'An Enquiry Concerning Human Understanding.  Traduït per Josep Maria Sala-Valdaura i editat per la filòsofa Victòria Camps.[5] Conté una revisió dels punts principals del llibre primer del Tractat amb un afegit de material sobre el lliure albir (adaptat del llibre segon) i atres temes. Of Miracles (‘Sobre els miracles'), la desena secció de la Investigació, es va publicar sovint per separat.
- 1751. An Enquiry Concerning the Principles of Morals. (Una investigació sobre els principis de la moral). És una revisió del material sobre la moral del tercer llibre del Tractat, però amb un èmfasi significativament alterat. Hume va concebre'l per ser «el millor dels seus escrits».
- 1752. Political Discourses (‘Discursos polítics», segona part dels Assajos morals, polítics i literaris continguts en l'obra completa Assajos i tractats sobre molts temes, vol. 1). Inclòs en els Assajos i tractats sobre molts tees (1753–56) reeditat en 1758–77.
- 1752–1758. Political Discourses/Discours politiques (‘Discursos polítics')
- 1757. Four Dissertations (‘Quatre assajos'): 
  - «The Natural History of Religion» (‘Història natural de la religió’)
  - «Of the Passions» (‘Sobre les passions')
  - «Of Tragedy» (‘Sobre la tragèdia’)
  - «Of the Standard of Taste» (‘Sobre l'estàndard del gust’)
- 1754–1762. The History of England (‘Història d'Anglaterra’), de vegades citat com a The History of Great Britain (‘Història de Gran Bretanya’). És més aviat una col·lecció d'escrits dispersos que una sola obra, la Història de Hume abarca des de la invasió de Juli Cèsar fins a la Revolució de 1688. En sa vida, va tenir més succés amb aquest llibre i a Europa va ser més famós com a historiador que no com a filòsof.[4] Se'n van fer al voltant de 100 edicions. Va ser considerat per molts com l'estàndard de la història d'Anglaterra del moment.
- 1760. «Sister Peg» (‘La germana Peg’)
  - Hume va afirmar haver escrit un pamflet polític anònim que satiritzava el fracàs del Parlament britànic en crear una milícia escocesa el 1760. Encara que l'autoria de l'obra està en disputa, Hume va escriure al doctor Alexander Carlyle a principis de 1761 reclamant-ne l'autoria. Els lectors de l'època van atribuir l'obra a Adam Ferguson, un amic i associat de Hume que de vegades ha estat anomenat «el fundador de la sociologia moderna». Alguns estudiosos contemporanis coincideixen en el judici que Ferguson va ser l'autor d'aquesta obra enlloc de Hume.
- 1776. «My Own Life.» (‘La meva pròpia vida’)
  - Escrita a l'abril, poc abans de la seva mort, aquesta autobiografia estava pensada per ser inclosa en una nova edició dels Assajos i tractats sobre diversos temes. Va ser publicat per primera vegada per Adam Smith.
- 1779. Dialogues Concerning Natural Religion. (‘Diàlegs sobre la religió natural’)
  - Publicat pòstumament pel seu nebot, David Hume el Jove. Consisteix en un debat entre tres personatges ficiticis, sobre la naturalesa de Déu. La majoria d'estudiosos coincideixen que la perspectiva de Philo, el més escèptic de tots tres, és la més propera a la de Hume.